# Shire of Kellerberrin
Shire of Kellerberrin is een Local Government Area (LGA) in de regio Wheatbelt in West-Australië.

## Geschiedenis
Kellerberrin Road District werd op 24 juli 1908 opgericht. Naar aanleiding van de Local Government Act van 1960 veranderde de naam op 23 juli 1961 in Shire of Kellerberrin.

## Beschrijving
Shire of Kellerberrin is een landbouwdistrict in de regio Wheatbelt in West-Australië. Het is 1.917 km² groot en ligt ongeveer 200 kilometer ten oosten van Perth. Shire of Kellerberrin telde 1.138 inwoners in 2021. De hoofdplaats is Kellerberrin.

## Plaatsen, dorpen en lokaliteiten
- Baandee
- Doodlakine
- Kellerberrin
- Mount Caroline
- North Baandee
- Daadening Creek
- Woolundra
- Kodj Kodjin
- Priors

## Bevolkingsaantal
| Jaar | Bevolkingsaantal |
| ---- | ---------------- |
| 1921 | 1.804            |
| 1933 | 2.412            |
| 1947 | 2.076            |
| 1954 | 2.347            |
| 1961 | 2.420            |
| 1966 | 2.367            |
| 1971 | 2.132            |
| 1976 | 1.794            |
| 1981 | 1.663            |
| 1986 | 1.436            |
| 1991 | 1.326            |
| 1996 | 1.210            |
| 2001 | 1.162            |
| 2006 | 1.183            |
| 2011 | 1.181            |
| 2016 | 1.224            |
| 2021 | 1.138            |